# My Own Private Idaho
My Own Private Idaho là một phim độc lập phiêu lưu Mỹ năm 1991, phim được viết và đạo diễn bởi Gus Van Sant, dựa trên Shakespeare Henry IV, Phần 1, Henry IV, Phần 2, và Henry V và đóng vai chính River Phoenix và Keanu Reeves. Câu chuyện kể về hai người bạn, Mike và Scott, khi họ bắt đầu cuộc hành trình khám phá cá nhân đưa họ từ Portland, Oregon đến quê hương của Mike ở Idaho, rồi đến Rome của mẹ Mike.
Van Sant ban đầu viết kịch bản vào những năm 1970, nhưng đã loại bỏ nó sau khi đọc cuốn tiểu thuyết Thành phố đêm năm 1963 của John Rechy và kết luận rằng Rechy đối xử với chủ đề của hustlers đường phố là tốt hơn so với của mình. Trong nhiều năm, Van Sant đã viết lại kịch bản, bao gồm hai câu chuyện: về Mike và tìm kiếm mẹ của anh ấy, và câu chuyện của Scott như một bản cập nhật hiện đại của các vở kịch Henry IV. Van Sant gặp khó khăn trong việc tài trợ cho Hollywood, và tại một thời điểm đã cân nhắc việc làm bộ phim với ngân sách rất nhỏ với dàn diễn viên trẻ em đường phố thực tế. Sau khi anh ấy gửi các bản sao kịch bản của mình cho Reeves, và Reeves sau đó đưa nó cho Phoenix, cả hai đồng ý đóng vai chính trong phim thay cho nhau.
My Own Private Idaho đã ra mắt tại Liên hoan phim quốc tế Venice lần thứ 48 và nhận được nhiều đánh giá tích cực từ các nhà phê bình bao gồm Roger Ebert và những người của The New York Times và Entertainment Weekly. Bộ phim là một thành công tài chính vừa phải, thu về hơn 6,4 triệu đô la ở Bắc Mỹ, trên mức ngân sách ước tính 2,5 triệu đô la. Phoenix đã nhận được một số giải thưởng cho vai diễn trong phim, bao gồm Volpi Cup cho Nam diễn viên xuất sắc nhất tại Liên hoan phim Venice năm 1991, Nam chính xuất sắc nhất Dẫn dắt từ Giải thưởng tinh thần độc lập và Diễn viên xuất sắc nhất từ Hiệp hội phê bình phim quốc gia.
My Own Private Idaho được coi là một bộ phim mang tính bước ngoặt trong phong trào New Queer Cinema, một phong trào đầu những năm 1990 trong queer - theo chủ đề phim độc lập. Kể từ khi phát hành năm 1991, bộ phim đã trở nên nổi tiếng và được coi là một sùng bái cổ điển, đặc biệt là trong số khán giả LGBT. Bộ phim đáng chú ý vì chủ đề cấm kỵ và phong cách avant-gardene.

## Nội dung
Mike, một hustler đường phố, đứng một mình trên một đoạn đường cao tốc vắng vẻ. Anh ta bắt đầu nói chuyện với chính mình và nhận thấy rằng con đường trông "giống như một người mặt, giống như một khuôn mặt buồn cười". Sau đó anh ta trải qua một tập phim narcoleptic và những giấc mơ của mẹ anh an ủi anh khi anh chiếu lại những bộ phim gia đình thời thơ ấu trong tâm trí anh.
Sau đó, sau khi được fellated bởi một khách hàng trong Seattle, Mike trở về điểm yêu thích của mình để đón thêm khách hàng. Ông được nhặt bởi một phụ nữ lớn tuổi giàu có người đưa anh đến ngôi biệt thự của mình, nơi ông tìm thấy hai dâm đồng cũng được thuê bởi những người phụ nữ. Một trong số đó là Scott Favor, người bạn thân nhất của Mike, và thứ hai là Gary. Trong khi chuẩn bị quan hệ tình dục với người phụ nữ, Mike kinh nghiệm khác phù hợp narcoleptic và khi tỉnh dậy vào ngày hôm sau với Scott ở Portland, Oregon.
Mike và Scott sớm được đoàn tụ với Bob Pigeon, một người cố vấn trung niên cho một nhóm trẻ em đường phố và những người hối hả sống trong một tòa nhà chung cư bỏ hoang. Scott, con trai của thị trưởng Portland, thừa nhận với Bob rằng khi anh 21 tuổi, anh sẽ được thừa kế gia tài của cha mình và nghỉ hưu khỏi đường phố hối hả. Trong khi đó, Mike khao khát tìm mẹ, vì vậy anh và Scott rời đi Idaho để thăm anh trai của Mike, Richard. Trong suốt hành trình này, Mike thú nhận rằng anh đang yêu Scott, người nhẹ nhàng nhắc nhở anh rằng anh chỉ ngủ với đàn ông vì tiền. Trong khi truy cập vào trailer của mình, Richard cố gắng nói cho Mike biết người cha thực sự của anh ta là ai, nhưng Mike nói rằng anh ta biết đó là Richard. Richard nói với Mike rằng mẹ của họ làm việc như một người giúp việc khách sạn; Khi Mike và Scott đến thăm khách sạn, họ thấy cô đã đến Ý để tìm kiếm gia đình của chính mình. Tại khách sạn, họ gặp Hans, người đàn ông chở họ đến Portland và giả gái với anh ta.
Với số tiền họ nhận được từ Hans, Mike và Scott đi du lịch đến Ý. Họ tìm thấy trang trại nông thôn nơi mẹ của Mike làm giúp việc và gia sư tiếng Anh. Người phụ nữ trẻ, Carmela, sống ở đó, nói với Mike rằng mẹ anh đã trở về Hoa Kỳ vài tháng trước. Carmela và Scott yêu nhau, điều mà Mike ghen tuông quan sát suốt thời gian khao khát tình cảm của Scott, và quay trở lại Hoa Kỳ, khiến Mike trở về đó một mình, đau khổ. Cha của Scott chết, và Scott thừa hưởng gia tài của mình.
Quay trở lại Portland, Bob và đồng bọn đối đầu với Scott mới được cải tổ tại một nhà hàng thời trang, nhưng anh từ chối họ. Đêm đó Bob bị một cơn đau tim nghiêm trọng. Ngày hôm sau, những người hối hả tổ chức một đám tang ồn ào cho Bob, trong khi ở cùng một nghĩa trang, cách đó vài thước, Scott tham dự một đám tang long trọng cho cha mình. Cuối phim, Mike trở lại đoạn đường vắng vẻ của đường cao tốc Idaho. Sau khi anh ta rơi vào một trạng thái mê man khác, hai người lạ kéo lên một chiếc xe tải, lấy ba lô và giày của anh ta, và lái xe đi. Một lát sau, một nhân vật không xác định kéo lên xe, bế Mike bất tỉnh lên, đặt anh ta lên xe và lái đi.

## Diễn viên
- River Phoenix vai Michael "Mike" Waters
- Keanu Reeves vai Scott Favor
- James Russo vai Richard Waters
- William Richert vai Bob Pigeon
- Chiara Caselli vai Carmela
- Udo Kier vai Hans
- Rodney Harvey vai Gary
- Michael Parker vai Digger
- Jessie Thomas vai Denise
- Grace Zabriskie vai Alena
- Flea vai Budd
- Tom Troupe vai Mayor Jack Favor
- Vana O'Brien vai Sharon Waters, mẹ của Mike
- Jim Caviezel vai Airline Clerk
- Wade Evans vai Wade

## Phát triển
Nguồn gốc của My Own Private Idaho đến từ tiểu thuyết năm 1963 của John Rechy, Thành phố về đêm, trong đó có các nhân vật là những người buôn bán trên đường phố không thừa nhận mình là người đồng tính. Kịch bản gốc của Van Sant được viết vào những năm 1970, khi ông đang sống ở Hollywood. Sau khi đọc cuốn sách của Rechy, Van Sant nhận ra rằng nó hay hơn đáng kể so với những gì anh ta đang viết, vì vậy anh ta đã gác lại kịch bản trong nhiều năm. Năm 1988, khi đang chỉnh sửa Mala Noche, Van Sant đã gặp một đứa trẻ đường phố tên Michael Parker, người đã trở thành nguồn cảm hứng cho nhân vật Mike trong những gì sau này trở thành My Own Private Idaho. Parker cũng có một người bạn tên Scott, một đứa trẻ đường phố như mình. Trong kịch bản, Van Sant đã điều chỉnh nhân vật Scott thành nhân vật của một đứa trẻ giàu có. Nhân vật Scott cũng được phong cách sau khi những người mà Van Sant gặp ở Portland, những người hối hả trên đường phố.
Dự thảo ban đầu của kịch bản phim được đặt trên Đại lộ Hollywood, chứ không phải Portland, với các tiêu đề làm việc như Blue Funk và Minions of the Moon. Đọc tiểu thuyết của Rechy đã thuyết phục Van Sant thay đổi bối cảnh thành Portland. Kịch bản ban đầu bao gồm hai kịch bản riêng biệt: kịch bản đầu tiên được gọi là Ngày hiện đại và nó kể lại câu chuyện của Mike; phần hai đã cập nhật vở kịch Henry IV với câu chuyện của Scott. Van Sant nhận ra rằng anh ta có thể kết hợp hai câu chuyện lại với nhau theo cách của kỹ thuật "cắt" được sử dụng bởi nhà văn William S. Burroughs. Về bản chất, phương pháp này liên quan đến các đoạn câu chuyện và ý tưởng khác nhau được trộn lẫn và kết hợp với nhau để tạo thành một câu chuyện độc đáo. Ý tưởng kết hợp hai kịch bản hình thành trong đầu Van Sant sau khi xem Orson Welles' Chimes at Midnight. Đạo diễn nhớ lại: "Tôi nghĩ rằng những vở kịch  Henry IV  thực sự là một câu chuyện đường phố. Tôi cũng biết anh chàng béo này tên là Bob, người luôn nhắc tôi về Falstaff và người điên về những chàng trai hối hả ". Van Sant nhận ra rằng Hoàng tử Hal trong các vở kịch giống với nhân vật của Scott và người bên cạnh là Mike. Kịch bản của ông cuối cùng đã trở thành một sự tái cấu trúc theo nghĩa đen của các vở kịch Henry IV. Van Sant đã có ý tưởng cho chứng ngủ rũ của Mike từ một người đàn ông là người hướng dẫn các loại khi đạo diễn đang thu thập tài liệu cho bộ phim. Theo đạo diễn, anh ta luôn trông như sắp ngủ. Tiêu đề của bộ phim bắt nguồn từ bài hát "Private Idaho" bởi B-52's mà Van Sant đã nghe khi đến thăm bang vào đầu những năm 1980.
Van Sant đã trình chiếu kịch bản cho một giám đốc điều hành tại 20th Century Fox, người thích Shakespeare. Cuối cùng, anh ấy đã làm dịu Shakespeare và làm cho ngôn ngữ trở nên hiện đại hơn. Van Sant cũng đang thực hiện một truyện ngắn có tên "My Own Private Idaho" mà anh định quay phim. Nó dài 25 trang và nói về hai nhân vật Latino trên đường phố Portland, người đi tìm cha mẹ và đi đến một thị trấn ở Tây Ban Nha. Một trong số họ yêu một cô gái và bỏ lại người kia. Van Sant có một kịch bản khác gọi là  Những chàng trai của Storytown , trong đó có các nhân vật Mike và Scott và Mike mắc chứng ngủ rũ. Các nhân vật của Hans và Bob cũng có mặt. Van Sant muốn làm phim nhưng cảm thấy kịch bản chưa hoàn thành. Trong khi chỉnh sửa Drugstore Cowboy, Van Sant kết hợp các kịch bản cho Modern Days và Storytown với truyện ngắn "Idaho".
Ban đầu, không có hãng phim nào tài trợ cho bộ phim vì vấn đề có thể gây tranh cãi và lạc đề. Sau khi Nhà thuốc cao bồi nhận được các giải thưởng và giải thưởng quan trọng, các hãng phim bắt đầu thể hiện sự quan tâm. Tuy nhiên, tất cả họ đều muốn phiên bản của riêng họ được tạo ra chứ không phải của Van Sant. Sự thất vọng này đã thúc đẩy nhà làm phim thử tính năng này với ngân sách eo hẹp với một nhóm những đứa trẻ đường phố thực tế đảm nhận các vai diễn bao gồm Michael Parker và nam diễn viên Rodney Harvey, người sẽ đóng Scott.
Van Sant phải đối mặt với vấn đề chọn hai vai trò trung tâm. Anh quyết định gửi kịch bản cho các đặc vụ của Keanu Reeves và River Phoenix, cho rằng các đặc vụ của họ sẽ từ chối kịch bản. Người đại diện của Reeves có thể chấp nhận dự án, nhưng người đại diện của Phoenix thậm chí sẽ không chiếu kịch bản cho nam diễn viên trẻ. Không để bị răn đe, Van Sant đã có ý tưởng cho Reeves đích thân giao việc điều trị bộ phim cho Phoenix tại nhà riêng ở Florida. Reeves đã làm như vậy trong kỳ nghỉ Giáng sinh, lái chiếc xe máy Norton Commando năm 1974 của mình từ nhà của gia đình ở Canada đến trang trại của gia đình Phoenix ở Micanopy, Florida, bên ngoài Gainesville. Reeves không xa lạ gì với River Phoenix hoặc các thành viên trong gia đình anh, đã từng làm việc với River trên I Love You to Death của Lawrence Kasdan và với anh trai Joaquin và bạn gái Martha Plimpton trên Parenthood của Ron Howard. Sau khi đọc điều trị, Phoenix đồng ý đóng vai Scott. Tuy nhiên, vì Van Sant đã giao vai Reeves, họ phải thuyết phục River đảm nhận vai trò sắc sảo của người nghiện ma túy Mike Waters. Đạo diễn hứa sẽ không khiến diễn viên phải làm bất cứ điều gì đáng xấu hổ. Van Sant nhận được lời đề nghị trị giá 2 triệu đô la từ một nhà đầu tư bên ngoài nhưng khi anh ấy ngừng sản xuất trong chín tháng để Phoenix có thể thực hiện Dogfight, nhà đầu tư và tiền của anh ta biến mất. Nhà sản xuất Laurie Parker đã mua kịch bản xung quanh vào thời điểm đó, Rạp chiếu phim mới đang trong quá trình phân nhánh để sản xuất các bộ phim arthouse và quyết định ủng hộ tầm nhìn của Van Sant với ngân sách 2,5 triệu đô la Mỹ. Trong một cuộc phỏng vấn vào tháng 3 năm 2012, Kiefer Sutherland nói rằng ông đã từ chối lời đề nghị của Gus Van Sant để đóng vai chính vì muốn đi trượt tuyết, một quyết định mà ông nói rằng ông rất hối hận.

### Quay phim chính
Quay phim chính diễn ra từ tháng 11 đến tháng 12 năm 1990, chủ yếu ở Portland, Seattle và Rome. Cảnh trên con đường Idaho được mô tả trong phim được quay gần Maupin, Oregon trên Oregon Route 216. Phoenix đến Portland hai tuần trước khi bắt đầu chụp ảnh chính để thực hiện nghiên cứu và Van Sant nhớ, "Anh ấy dường như đang thay đổi thành nhân vật này". Một trong những đạo diễn nhiếp ảnh của bộ phim Eric Alan Edwards nhớ lại rằng nam diễn viên trông giống như một đứa trẻ đường phố ", và" theo cách rất thô thiển, anh ta mặc vai đó. Tôi chưa bao giờ thấy ai có ý định sống vai trò của mình ". Một số diễn viên và thành viên phi hành đoàn, bao gồm Michael Parker, Phoenix, Reeves và Flea sống cùng nhau trong một ngôi nhà ở Portland trong quá trình quay phim. Một vài lần một tuần họ sẽ chơi nhạc cùng nhau. Do ngân sách thấp, một ngày chụp hình thông thường bắt đầu lúc 6 giờ sáng và kết thúc lúc 11 giờ tối.
Bộ phim không bảng phân cảnh ed và được thực hiện mà không có danh sách quay. Hiện trường vụ cháy trại ban đầu là một cảnh ngắn ba trang rằng Phoenix đã viết lại thành một cảnh dài tám trang, trong đó Mike tuyên bố tình yêu của anh dành cho Scott để rõ ràng hơn rằng nhân vật của anh là người đồng tính trong khi Van Sant ban đầu khiến nó trở nên mơ hồ hơn. Phoenix mô tả quá trình của anh ta là "dòng ý thức của riêng anh ta, và điều này tình cờ là một thứ còn hơn cả ghi chú của diễn viên. Sau đó, Keanu và tôi đã tinh chỉnh nó, làm việc với nó. Nhưng tất cả đã được thực hiện nhanh chóng. một cái gì đó tôi đã viết xuống một đêm, hai đêm, trước đó, và sau đó tôi đã đưa nó cho Keanu và Gus.... Và Gus giữ toàn bộ. Anh ấy đã không bỏ qua nó. Đó là một cảnh dài. " Phoenix đã tuyên bố rằng cả anh và Reeves đều không cảm thấy khó chịu với bản chất văn bản của sự xếp hàng trong  Idaho . Khi được hỏi liệu anh ta hoặc Reeves có khó chịu không, anh ta nói, "Không, hoàn toàn không." Khi được hỏi liệu anh ta có lo lắng khi đóng vai một cô gái điếm đồng tính có thể làm tổn thương hình ảnh công khai của anh ta không, Reeves đã từng nói: "Làm tổn thương hình ảnh của tôi? Tôi là ai, một chính trị gia? [Cười nhẹ] Không. Tôi là một diễn viên. Đó không phải là vấn đề."
Eric Edwards đã tự mình chụp nhiếp ảnh thời gian trôi qua. Họ không có trong kịch bản và nhà sản xuất của bộ phim đã lo lắng rằng anh ta đã sử dụng quá nhiều phim. Van Sant ban đầu có màn hình tối đen khi Mike bất tỉnh nhưng không hài lòng với phương pháp này. Ông đã sử dụng cảnh quay của Edwards như một cách "thay đổi cảm giác về thời gian" theo quan điểm của Mike. Một số giám đốc điều hành tại New Line không ủng hộ các cảnh của Shakespeare và muốn Van Sant cắt bỏ tất cả. Tuy nhiên, các nhà phân phối nước ngoài muốn càng nhiều Shakespeare trong phim càng tốt.

## Âm nhạc
Điểm của bộ phim được sáng tác bởi guitar thép đạp ist Bill Stafford, anh ấy đã ghi lại nhiều cách sắp xếp khác nhau cho bộ phim, bao gồm cả việc chuyển thể nhạc cụ "Home on the Range" và "America the Beautiful". Stafford đã giành được Giải thưởng tinh thần độc lập cho Nhạc phim hay nhất trong 1992 cho số điểm của mình. Các bài hát gốc và được chọn từ các nghệ sĩ khác nhau cũng được giới thiệu trong phim, bao gồm:
1. Eddy Arnold – "The Cattle Call"
2. Rudy Vallée – "Deep Night"
3. Udo Kier and Tom Dokoupil – "Mr. Klein"
4. Bill Stafford – "Home on the Range"
5. Bill Stafford – "America the Beautiful"
6. Jean Poulot and Jamie Haggerty – "Bachu Ber"
7. Aleka's Attic – "Too Many Colors"
8. Bruce Van Buskirk – "Ovoniam Ipse"
9. Bruce Van Buskirk – "Nun Freut Euch"
10. Madonna – "Cherish"
11. Elton John – "Blue Eyes"
12. Udo Kier and Tom Dokoupil – "Der Adler"
13. Elliot Sweetland, Richard Letcher and Vernon Dunn – "When the Saints Go Marching In"
14. Lori Presthus, Hollis Taylor and Kim Burton – "The Funerals"
15. Conrad "Bud" Montgomery – "Getting Into the Outside"
16. The Pogues – "The Old Main Drag"

Nhạc phim không được phát hành trên bất kỳ phương tiện truyền thông nào.

## Tiếp nhận và phát hành

### Phát hành
My Own Private Idaho được công chiếu lần đầu tiên tại Liên hoan phim quốc tế Venice lần thứ 48 vào ngày 4 tháng 9 năm 1991. Phim cũng được chiếu tại Liên hoan phim thứ 17 Liên hoan phim Deauville, Liên hoan phim quốc tế Toronto lần thứ 16 và Liên hoan phim New York lần thứ 29. Bộ phim được phát hành tại rạp chiếu giới hạn tại Hoa Kỳ vào ngày 29 tháng 9 năm 1991. Phim đã thu về 6,4 triệu đô la Mỹ ở Bắc Mỹ, trên ngân sách ước tính 2,5 triệu đô la.

### Phản ứng quan trọng
Bộ phim của Van Sant đã đạt được sự hoan nghênh quan trọng. Nhà phê bình phim Roger Ebert đã viết: "Thành tựu của bộ phim này là nó muốn gợi lên trạng thái trôi dạt của nhu cầu, và nó không có. cho các anh hùng vượt qua. "
Trong bài đánh giá của mình cho tạp chí Rolling Stone, Peter Travers đã viết, "Cách tiếp cận vô tư, vô văn hóa của Van Sant đối với một âm mưu xoay quanh sự phản bội và cái chết được phản ánh trong các màn trình diễn từ tính của Reeves và Phoenix." Vincent Canby, New York Times xem xét, khen ngợi các diễn viên chính: "Các màn trình diễn, đặc biệt là của hai ngôi sao trẻ, đáng ngạc nhiên như họ chắc chắn. Ông Phoenix (Dogfight) và Ông Reeves (của hai bộ phim hài  Bill và Ted ) rất ổn trong những gì có thể là hai vai diễn hay nhất mà họ sẽ tìm thấy trong nhiều năm. Vai trò của mật độ này, đối với các diễn viên trẻ, không thường xuyên đến".
Trong bài đánh giá của mình cho Newsweek, David Ansen ca ngợi màn trình diễn của Phoenix: "Cảnh lửa trại trong đó Mike lúng túng tuyên bố tình yêu không được đáp lại của anh ấy dành cho Scott là một điều kỳ diệu. Trong điều này, và mỗi cảnh, Phoenix đắm mình vào sâu trong nhân vật của anh, bạn gần như quên mất bạn đã thấy anh ấy trước đây: đó là một màn trình diễn cực kỳ nhạy cảm, sâu sắc và hài hước cùng một lúc. " Entertainment Weekly đã cho bộ phim xếp hạng "A−" và Owen Gleiberman đã viết, "Khi Van Sant cho chúng ta xem những hình ảnh tăng tốc của những đám mây lăn qua cánh đồng lúa mì, thiết bị quen thuộc vượt qua sự sáo rỗng, bởi vì nó gắn liền với cách mà Mike, trong sự cô lập hiền lành của anh ấy, trải nghiệm cuộc sống của chính anh ấy - như một mảnh siêu thực đang chạy. Vẻ đẹp tuyệt đối, biểu cảm của những hình ảnh đó đã ám ảnh tôi trong nhiều ngày. " J. Hoberman, trong đánh giá của mình cho The Village Voice, đã viết, "Trong khi Phoenix biến mất với chiến thắng liều lĩnh trong vai trò của mình, Reeves đứng, hoặc đôi khi sải bước, không thoải mái bên cạnh anh ta, không thể phóng chiếu sự dí dỏm của ngôi sao Matt Dillon Drugstore Cowboy." Hal Hinson từ The Washington Post đã viết "Sự nhạy cảm của Gus Van Sant là hoàn toàn nguyên bản, hoàn toàn mới. My Private Private Idaho thêm một thành phần mới: một loại ngọt ngào của boho. Tôi yêu nó."
Ngược lại, USA Today đã cho My Own Private Idaho hai trong số bốn ngôi sao trong số bốn ngôi sao, chỉ trích bộ phim của Van Sant là "không có gì ngoài những mảnh ghép, bị ném vào một hỗn hợp có ý nghĩa gần như chắc chắn là riêng tư".
Time magazine's Richard Schickel đã viết, "cốt truyện mà nó đã được mượn, không thể tin được, từ  Henry IV , và bất cứ khi nào bất cứ ai quản lý để nói toàn bộ đoạn văn, nó thường là một cách diễn giải của Shakespearean. Nhưng đây là một sự áp đặt tuyệt vọng đối với một bộ phim trơ về cơ bản."
Trong bài đánh giá của mình cho The New Yorker, Terrence Rafferty đã viết, "Van Sant đã mắc kẹt nam diễn viên trong một bộ phim đầy những nhân vật phẳng và những ý tưởng tồi, nhưng Phoenix đi qua bức tranh, xuống con đường này qua con đường khác, như thể anh ta được bao quanh bởi những bóng ma vinh quang."
Trên tổng hợp đánh giá trang web Rotten Tomatoes, bộ phim giữ tỷ lệ phê duyệt là 82% dựa trên 56 đánh giá, với điểm trung bình là 7.4 / 10. Sự đồng thuận quan trọng của trang này viết: "Một cái nhìn trêu ngươi của một đạo diễn tài năng và các ngôi sao của anh ấy ở đầu trò chơi của họ, việc làm lại lỏng lẻo của Henry IV Gus Van Sant là thông minh, buồn bã và táo bạo." Trên Metacritic, bộ phim giữ số điểm trung bình là 77 trên 100, dựa trên 18 nhà phê bình, cho thấy "những đánh giá chung có lợi".

### Phương tiện truyền thông gia đình
Năm 2005, bộ phim được làm lại bởi Bộ sưu tập tiêu chí và được phát hành trên bộ hai đĩa DVD. Đĩa thứ hai có các cuộc phỏng vấn mới, xuất bản và nhiều thông tin hơn về bộ phim. Bộ DVD này được đi kèm với một tập sách 64 trang minh họa gồm các bài báo và các cuộc phỏng vấn được xuất bản trước đó với các diễn viên và đoàn làm phim và các bài tiểu luận mới của JT LeRoy và Amy Taubin, một bài viết năm 1991 của Lance Loud và in lại các cuộc phỏng vấn với Van Sant, River Phoenix và Keanu Reeves. Entertainment Weekly đã xếp hạng DVD "B +" và viết: "Mặc dù bạn có thể thích xem  My own Private Idaho , việc bạn có chọn xem toàn bộ phiên bản Tiêu chí hai đĩa này hay không phụ thuộc vào mức độ bạn thích xem mọi người nói về  My own Private Idaho  ", và kết luận," Nhưng với tất cả những diễn giải và ảnh hưởng khác nhau, đây chắc chắn là một bộ phim đáng nói ".
Vào năm 2015, Bộ sưu tập Tiêu chí đã phát hành bộ phim dưới dạng Blu-ray, dựa trên chuyển giao kỹ thuật số 4K được khôi phục.

## Giải thưởng
My Own Private Idaho đã nhận được Giải thưởng phê bình quốc tế Showtime tại Liên hoan phim Toronto năm 1991. River Phoenix đã nhận được Volpi Cup cho Nam diễn viên xuất sắc nhất tại Liên hoan phim Venice năm 1991. Nam diễn viên cho biết, liên quan đến chiến thắng, "Tôi không muốn có thêm giải thưởng. Venice là lễ hội tiến bộ nhất. Bất cứ điều gì khác sẽ là một mã thông báo". Phoenix sau đó tiếp tục nhận Nam chính xuất sắc nhất từ Giải thưởng tinh thần độc lập và Nam diễn viên xuất sắc nhất từ Hiệp hội phê bình phim quốc gia. Với 6 đề cử tại Giải thưởng Tinh thần Độc lập lần thứ 7, nó được gắn với Hangin' with the Homeboys cho hầu hết các đề cử trong buổi lễ đó. Chiến thắng 3, nó gắn liền với Rambling Rose cho hầu hết các giải thưởng.
| Giải thưởng                                 | Ngày lễ   | Thể loại                                              | Người nhận và người được đề cử         | Kết quả   | Ref.   |
| ------------------------------------------- | --------- | ----------------------------------------------------- | -------------------------------------- | --------- | ------ |
| Deauville Film Festival                     | 8/9/1991  | Critics Award                                         | My Own Private Idaho                   | Đoạt giải | [ 49 ] |
| Deauville Film Festival                     | 8/9/1991  | Coup de Coeur LTC                                     | My Own Private Idaho                   | Đoạt giải | [ 49 ] |
| Independent Spirit Awards                   | 28/3/1992 | Best Feature                                          | My Own Private Idaho                   | Đề cử     | [ 48 ] |
| Independent Spirit Awards                   | 28/3/1992 | Best Director                                         | Gus Van Sant                           | Đề cử     | [ 48 ] |
| Independent Spirit Awards                   | 28/3/1992 | Best Male Lead                                        | River Phoenix                          | Đoạt giải | [ 48 ] |
| Independent Spirit Awards                   | 28/3/1992 | Best Screenplay                                       | Gus Van Sant                           | Đoạt giải | [ 48 ] |
| Independent Spirit Awards                   | 28/3/1992 | Best Cinematography                                   | Eric Alan Edwards and John J. Campbell | Đề cử     | [ 48 ] |
| Independent Spirit Awards                   | 28/3/1992 | Best Film Music                                       | Bill Stafford                          | Đoạt giải | [ 48 ] |
| Los Angeles Film Critics Association Awards | 21/1/1992 | Best Cinematography                                   | Eric Alan Edwards and John J. Campbell | Runner-up | [ 50 ] |
| National Society of Film Critics Awards     | 5/1/1992  | Best Actor                                            | River Phoenix                          | Đoạt giải | [ 51 ] |
| New York Film Critics Circle Awards         | 12/1/1992 | Best Actor                                            | River Phoenix                          | Runner-up | [ 52 ] |
| Producers Guild of America Awards           | 3/3/1993  | Most Promising Producer in Theatrical Motion Pictures | Laurie Parker                          | Đoạt giải | [ 53 ] |
| Toronto International Film Festival         | 14/9/1991 | International Critics' Award                          | My Own Private Idaho                   | Đoạt giải | [ 54 ] |
| Venice Film Festival                        | 14/9/1991 | Golden Lion                                           | My Own Private Idaho                   | Đề cử     | [ 55 ] |
| Venice Film Festival                        | 14/9/1991 | Volpi Cup for Best Actor                              | River Phoenix                          | Đoạt giải | [ 55 ] |

1. ↑  Tied with Hal Hartley for Trust